# سوزان بافت
سوزان تامپسون بافت (انگلیسی: Susan Thompson Buffett؛ ۱۵ ژوئن ۱۹۳۲ – ۲۹ ژوئیه ۲۰۰۴)، فعال آمریکایی در جنبش‌های حقوق مدنی، حق سقط جنین و کنترل جمعیت و همسر اول سرمایه‌گذار آمریکایی، وارن بافت بود. او عضو هیئت‌مدیرهٔ شرکت برکشایر هاتاوی بود و تا زمان مرگش با داشتن ۲٫۲ درصد از سهام شرکت به ارزش حدود ۳ میلیارد دلار در فهرست ثروت‌مندترین افراد جهان (یکصدوپنجاه‌وسومین نفر) قرار داشت. سوزان همچنین رئیس بنیاد بافت بود که میلیون‌ها دلار به گروه‌های آموزشی، تحقیقات پزشکی، گروه‌های تنظیم خانواده و دیگر مؤسسات خیریه کمک کرده‌است.

## زندگی‌نامه
سوزان در اوماها، نبراسکا متولد شد و در دبیرستان مرکزی اوماها درس خواند. پدرش، ویلیام هرتزوگ تامپسون، سرپرست، روان‌شناس، رئیس دانشگاه نبراسکا-اوماها و مدیر سابق کمپین هاوارد بافت بود.
هرچند والدین سوزان و وارن همدیگر را می‌شناختند، روبرتا بافت، خواهر وارن و هم‌اتاقی سوزان در دانشگاه نورث وسترن، آن‌ها را با هم آشنا شدند.
در سال ۱۹۵۲، سوزان و وارن در کلیسای پروتستان داندی در اوماها ازدواج کردند و صاحب سه فرزند شدند: سوزان (متولد ۳۰ ژوئیه ۱۹۵۳)، هاوارد (متولد ۱۶ دسامبر ۱۹۵۴) و پیتر (متولد ۴ مه ۱۹۵۸).‏
سوزان گهگاه آثار موفق کلاسیک خواننده‌های کاباره‌ای اوایل دههٔ ۱۹۷۰ را اجرا می‌کرد و در سال ۱۹۷۷ اجرایی یک‌شبه در تئاتر اوماها داشت. نیل سداکا، ترانه‌سرا و موسیقی‌دان، او را تشویق کرد تا حرفهٔ خوانندگی را دنبال کند. از این‌رو، سوزان همسرش را ترک کرد و به سان‌فرانسیسکو رفت و در آپارتمان کوچک در مجتمع برج گرمرسی در نوب هیل ساکن شد. بعدها او به مجتمعی بزرگ در برادوی نزدیک خیابان اسکات در محلهٔ پسیفیک هایتس نقل‌مکان نمود که چشم‌انداز آن پل گلدن گیت و جزیرهٔ آلکاترز بود. او به پیوند زناشویی‌اش متعهد ماند و با همسرش روابط خوبی داشت، باهم به تعطیلات می‌رفتند و به گروه‌های خیریه کمک می‌کرد. سوزان برنامه‌ای در نیویورک اجرا و چندین سی‌دی منتشر کرد. بر اساس کتاب «بافت: راز موفقیت یک سرمایه‌دار آمریکایی»، نوشتهٔ راجر لوونشتاین در سال ۱۹۹۵، اگرچه وارن خودش سوزان را تشویق کرده بود تا حرفهٔ موسیقی را دنبال کند، بااین‌حال از اقدام او دل‌شکسته بود.
در سال ۱۹۷۸، سوزان، آسترید منکس را به شوهرش معرفی کرد. آسترید به خانهٔ وارن در اوماها نقل‌مکان نمود و پس از فوت سوزان، با وارن پیوند زناشویی بست.
وارن و سوزان هرگز طلاق نگرفتند و حتی در مراسم و ضیافت‌های عمومی به‌عنوان زن و شوهر حضور داشتند، هرچند که سال‌ها بود، دیگر باهم زندگی نمی‌کردند. خانوادهٔ بافت حتی کارت‌های کریسمس خود را با عنوان وارن، سوزان و آسترید امضا می‌کردند و اغلب به‌صورت سه نفره در جمع حاضر می‌شدند.

## سرطان دهان و وفات
در اکتبر ۲۰۰۳، سوزان به سرطان دهان مبتلا شد و تحت عمل جراحی، پرتودرمانی و ترمیم صورت قرار گرفت. در طول دوران نقاهتش، وارن آخر هفته‌ها از اوماها به کالیفرنیا می‌رفت. بعدها این زوج ۶ میلیون دلار به پنج پزشک کالیفرنیایی برای پژوهش دربارهٔ سرطان دهان اهدا کردند. وضعیت سلامتی سوزان به‌حدی مساعد شده بود که توانست در جلسهٔ سالانهٔ سهامداران برکشایر هاتاوی در مه ۲۰۰۴ و همچنین گروه هم‌خوانی در ضیافت بورشایمز شرکت کند.
سوزان بافت در تابستان ۲۰۰۴، در ۷۲ سالگی و بر اثر خونریزی مغزی در کودی، وایومینگ درگذشت. بونو (خوانندهٔ ایرلندی) در مراسم خاک‌سپاری او ترانه‌های «Forever Young» و «All I Want Is You» را اجرا کرد. وارن به‌حدی ماتم‌زده بود که در مراسم شرکت نکرد. سوزان تقریباً ۵۰ میلیون دلار برای خیریهٔ فرزندانش به میراث گذاشت و هر کدام از فرزندانش ۱۰ میلیون دلار و هر یک از نوه‌هایش نیز ۱۰۰۰۰۰ دلار به ارث بردند. او برای برخی از دوستان و کارمندانش نیز مبالغ قابل‌توجهی به ارث گذاشت، از جمله ۸ میلیون دلار برای جان مک کیب و یک میلیون دلار برای ران پارکز. تقریباً تمام سهام او از شرکت برکشایر هاتاوی که در آن زمان تقریباً ۳ میلیارد دلار ارزش داشت، به بنیادی به‌نام خودش واگذار شد.